# Кокейрал
Кокейрал (порт. Coqueiral) — муниципалитет в Бразилии, входит в штат Минас-Жерайс. Составная часть мезорегиона Юг и юго-запад штата Минас-Жерайс. Входит в экономико-статистический микрорегион Варжинья. Население составляет 9906 человек на 2006 год. Занимает площадь 296,556 км². Плотность населения — 33,4 чел./км².

## История
Город основан 1 января 1949 года. 

## Статистика
- Валовой внутренний продукт на 2003 год составляет 37 680 774,00 реалов (данные: Бразильский институт географии и статистики).
- Валовой внутренний продукт на душу населения на 2003 год составляет 3856,39 реалов (данные: Бразильский институт географии и статистики).
- Индекс развития человеческого потенциала на 2000 год составляет 0,752 (данные: Программа развития ООН).